# V/H/S/2
V/H/S/2, познат и под насловом S-VHS, амерички је антологијски хорор филм из 2013. године, рађен техником пронађеног снимка, од креатора Бреда Миске и продукцијске куће Bloody Disgusting. Представља наставак филма V/H/S (2012) и састоји се из пет целина које су режирали Сајмон Барет, Адам Вингард, Едуардо Санчез, Грег Хејл, Тимо Тјахјанто, Гарет Еванс и Џејсон Ајзенер. Централни сегмент филма назван је Трака 49, а он у себи приказује преостала четири сегмента: Прва фаза клиничких испитивања, Вожња парком, Безбедни рај и Ванземаљска отмица на пиџама журци.
Филм је премијерно приказан 19. јануара 2013, на Филмском фестивалу Санденс, а након тога имао је ограничено биоскопско приказивање у јулу исте године. Добио је углавном позитивне критике, боље од свог претходника. На сајту Ротен томејтоуз оцењен је са 71%, а на ИМДБ-у оценом 6/10.
Већ наредне године снимљен је и трећи део, под насловом V/H/S: Вирално.

## Радња
Приватни детективи Лари и Ајша су унајмљени како би испитали нестанак студента колеџа по имену Кајл. Када уђу у његову кућу, њих двоје проналазе велики број VHS касета, укључујући и Траку 56, телевизор на коме се емитује само бели шум (снег), као и лаптоп, чија камера тренутно снима. Док гледају касете са застрашујућим садржајима, Лари и Ајша схватају да можда постоји неки мрачнији мотив иза Кајловог нестанка...

## Улоге
| Глумац             | Улога      |
| ------------------ | ---------- |
| Лоренс Мајкл Левин | Лари       |
| Адам Вингард       | Херман     |
| Хана Хјуз          | Ајша       |
| Келси Абот         | Сем        |
| Џеј Саундерс       | бициклиста |
| Фахри Албар        | Адам       |
| Хана Ал Рашид      | Лена       |
| Ока Антара         | Малик      |
| Рилан Логан        | Гери       |
| Саманта Грејси     | Џен        |
| Коен Кинг          | Ренди      |
| Зак Форд           | Шон        |
| Ел Си Холт         | Кајл       |
| Сајмон Барет       | Стив       |
| Минди Робинсон     | Табита     |
| Џон Т. Вудс        | др Флајшер |
| Кејси Адамс        | Џастин     |
| Ендру Сулејман     | Џони       |